# Griseldis ou les Cinq Sens
Griseldis, ou les Cinq Sens est un ballet-pantomime en 3 actes et 5 tableaux d’Adolphe Adam créé le 16 février 1848 au théâtre de l’Académie royale de musique.

## Intitulation
Simplement mentionné comme « les Cinq Sens » dans les revues contemporaines, le sous-titre de Griseldis différencie ce ballet de la légende de Griselidis, avec lequel il n’a aucun rapport. Les auteurs du ballet des Cinq Sens sont restés fidèles à leur premier titre, mais c’est l’Opéra qui, au mépris du libretto imprimé chez la veuve Jonas, s’est mis à baptiser l’œuvre du nom de Griseldis sur ses affiches

## Contexte
Le livret de Griseldis est de Dumanoir, la chorégraphie de Joseph Mazilier, et les décors, tour à tour riches palais, forêts mystérieuses, jardins embaumés de Bohême et de Moldavie, de Charles-Antoine Cambon et Joseph Thierry. Il présente la particularité qu’une jolie ballade, d’abord chantée en coulisse par Cécile d’Halbert, était ensuite reprise par Carlotta Grisi, qui en chantait seize mesures.
Un autre élément marquant a été la contribution vocale émotionnelle apportée par Grisi elle-même à la fin du ballet. Sa chorégraphie dans la scène de magnétisme a été décrite comme « admirable de grâce et de puissance mimique, tout en conformant ses gestes aux plus correctes prescriptions des adeptes de Mesmer. » Un autre succès de ce ballet se trouvait dans des effets nouveaux, entre autres le parterre mobile, improvisé par les jardinières, et dont le dessin changeait deux ou trois fois. La répétition avait suscité un vif intérêt de la part du public, notamment en raison de la scène de chasse avec de véritables écuyères de l’Hippodrome.
On a reproché le fait que la chasse, la scène d’hypnotisme et les visions qui en découlent se déroulent dans la même salle, et les visions qu’elle suscite se déroulent dans la même scène, de sorte que la dramaturgie manque d’équilibre avec le reste de l’œuvre. Néanmoins, les visions volantes de la scène ont été une grande réussite, sans les habituels enfants maigres hissés sur des fils mais plutôt de belles femmes d’âge mûr disposées en groupes pittoresques.

## Historique
Les Cinq Sens ont été représentés avec un véritable succès, mais cette date même de la première, 16 février 1848, indique que ce succès n’a pu être ni aussi fructueux ni aussi prolongé que souhaitable. La révolution de février 1848 l’a en effet arrêtée net. Lorsque la Deuxième République (France)Deuxième République est proclamée, le 24 février 1848, le Théâtre-National créé par Adam en 1847, à la suite d'une dispute avec la direction de l’Opéra-Comique, et dont l’existence n’était déjà pas facile, voit, à peine ouvert, ses recettes chuter. Le directeur général Henri Duponchel ne réussit à équilibrer les comptes qu’au prix d’une réduction des salaires. Malgré ces efforts immenses, ce théâtre n’a pu traverser cette crise terrible, et il a dû fermer ses portes, le 26 mars, après avoir vécu un peu plus de quatre mois, ruinat, par la même occasion, Adam. Le ballet ne connaitra que 14 représentations en tout.

## Argument
Elfrid, jeune prince royal de Bohême, resté fermé à tous les plaisirs des sens, en dépit des sollicitation les plus empressées. Lorsqu’un ambassadeur vient de Moldavie demander en grande pompe la main d’Elfrid pour la princesse Griseldis de Moldavie, il accueille cette offre avec la même indifférence. Griseldis déguisée en chevrière, se glisse alors dans le palais, et substitue à la couronne d’or offerte par l’ambassadeur sa simple couronne de bleuets, accompagnée de son portrait en médaillon. La vue du diadème champêtre et du médaillon, correspond entièrement à la femme qu’il a rêvée. Fidèle à son idéal incarné dans cette image de bergère, Elfrid rejette donc le mariage que désiré son père. Il doit néanmoins obeir à son père en prenant, avec son écuyer Jacobus, le chemin des états de son futur beau-père l’hospodar. Chaque étape de ce voyage éveillera un de ses cinq sens. Une voix mélodieuse s’élevant des ruines d’une chapelle dans un village de Bohême épanouit l’ouïe d’Elfrid. Plus tard, dans une scène nocturne, au milieu des jardins du gouverneur de Belgrade où il a reçu l’hospitalité, Elfrid presse entre ses bras une femme charmante, et discerne désormais le toucher. En respirant quelques fleurs, qu’une amazone a laissé tomber de son corsage dans une forêt, au cours une grande chasse, son odorat s’éveille. Lorsqu’une belle magnétiseuse lui montre en songe des tableaux vivants après l’avoir endormi, et lui fait avaler une coupe de vin, Elfrid découvre le gout. Lorsqu’il voit, dans le palais de l’hospodar de Moldavie, sa fiancée pour la première fois, il découvre que la chevrière, l’échansonne et la royale future ne sont qu’une seule et même personne.

## Distribution originelle
- Carlotta Grisi : Griseldis.
- Joseph Mazilier : Wladislas, roi de Bohême.
- Lucien Petipa : le Prince Elfrid, son fils.
- Berthier : Jacobus, écuyer du jeune prince.
- Monnet : Hassan, gouverneur de Belgrade.
- Lenfant : un ambassadeur.
- Châtillon : officier.
- Gornet : hôtelier.

Les femmes d’Hassan, seigneurs bohémiens et moldaves, danseuses, musiciennes, jardinières, chasseurs, cavaliers et dames, un hôtelier et ses valets, paysans, soldats, valets.
Divertissements
acte premier. — deuxième  tableau.
M. Théodore, Mesdemoiselles Maria Jacob, Robert. — Mesdemoiselles Caroline, Kolhnberg. — Mademoiselle Carlotta Grisi. - MM. Toussaint, Maugin ; Mesdemoiselles Fleury, Barré, Lacoste, Nathan, Jeunot. - Danse.

quatrième tableau.
Adèle Dumilâtre.

cinquième tableau.
Lucien Petipa, Carlotta Grisi.

La scène se passe d'abord en Bohême, puis en Moldavie.

## Réception
La réception est généralement bonne, y compris dans la presse anglophone.

« Le nouveau ballet, « Griseldis ; ou, les Cinq Sens », est arrivé trop tard pour être noté en détail. Il suffit de dire que Carlotta y danse comme elle a rarement, sinon jamais, dansé auparavant, et que sa pantomime, gracieuse, expressive et dramatique, est à tous égards égale à sa danse : La pièce est montée splendidement, comme doivent l’être toutes les pièces destinées à être jouées cent soirs »

— The New Monthly Magazine and Humorist

« un des plus attrayants ballets d’action que nous ayons encore vus à l’Opéra ; il est mis en scène avec une remarquable élégance, et une grande recherche d’effets nouveaux et gracieux. Nous citerons le 2e tableau, — la chasse avec ses nombreuses cavalcades, —l’intermède magnétique, —les tableaux vivans du songe qui offre de poétiques apparitions féminines, non plus fixées à un grossier pivot, mais voltigeant dans un lointain vaporeux,—et surtout la fête des jardinières, mélange charmant de femmes et de fleurs, délicieux madrigal chorégraphique. »

— Le Charivari

« M. Adolphe Adam enveloppe ce canevas de son suave réseau de mélodies, quand le pinceau de MM. Cambon et Thierry intervient, évoquant tour à tour de riches palais, des forêts mystérieuses, des jardins embaumés, qui voudrait enfoncer le scalpel de la critique dans ce frêle et ravissant tissu ! Allez voir l’essaim ailé des danseuses se jouer au milieu de l’or, de la lumière et du satin ; regardez ces séduisants pas moldaves, voyez s’élancer et bondir sur la scène et courir dans la forêt, ces chevaux qu’anime le son du cor, et dites s’il est possible d’assister à un spectacle plus magique, plus complet, mieux fait pour charmer les sens. »

— Le Ménestrel

« Si M. Adam a charmé les oreilles par une musique fine, spirituelle, bien faite, Mlle Grisi a ravi les yeux des spectateurs par la légèreté, par la vigueur, par la rapidité, la perfection de sa danse. […] Nous devons féliciter Petipa pour la maniere extrêmement remarquable dont il a rempli son rôle important et difficile. Il est en scène d’un bout à l’autre du ballet […] Il doit être à la fois comédien, mime, chasseur, somnambule et danseur. Petipa s’est acquitté de tous ces devoirs avec l’aisance et la désinvolture d’un prince bien élevé. Dans son écho final, il a eu des temps aériens d’une grande élévation et d’une légèreté prodigieuse. Il a été bruyamment applaudi. »

— Le Constitutionnel

## Galerie

Personnages
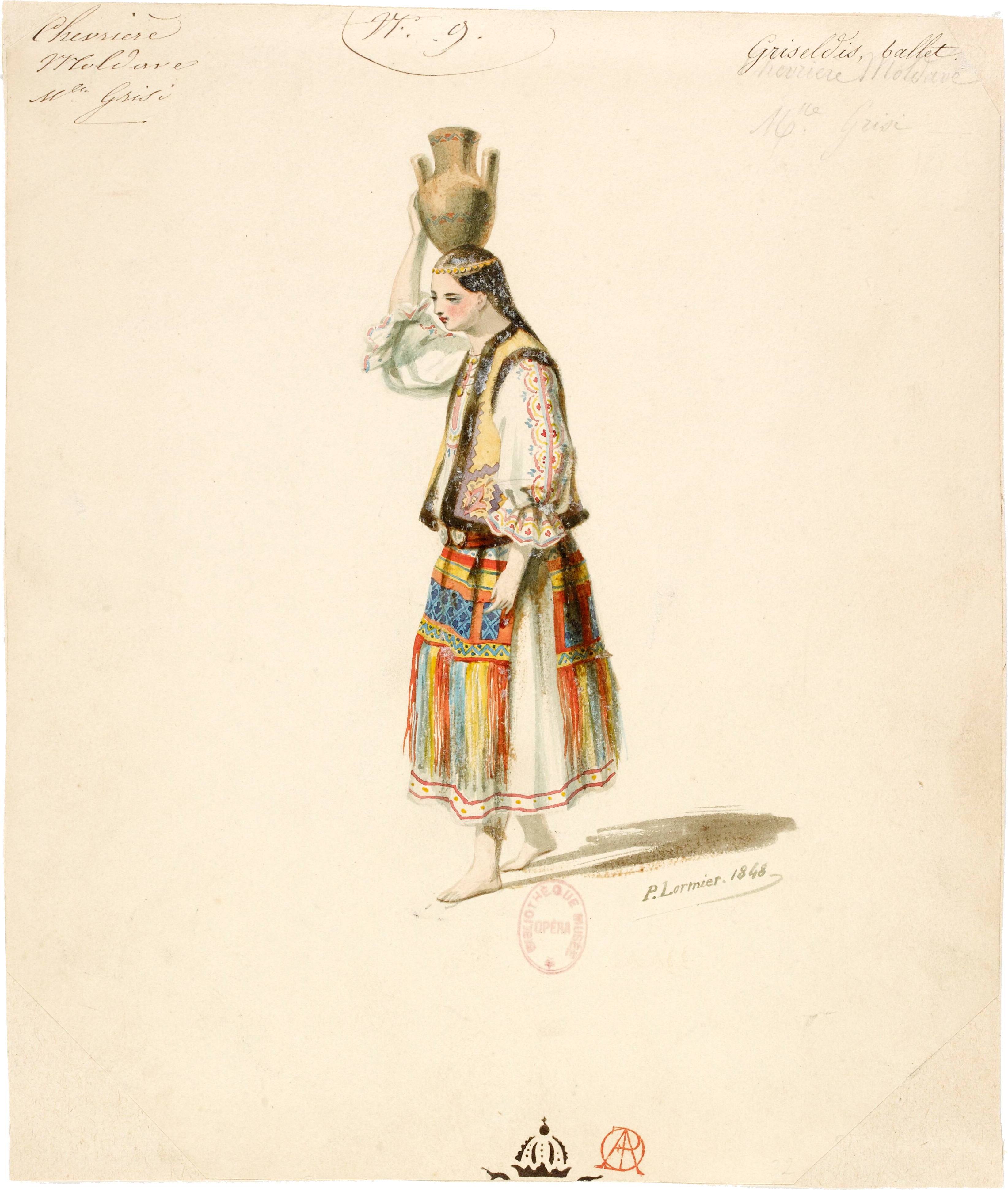
Chevrière moldave.
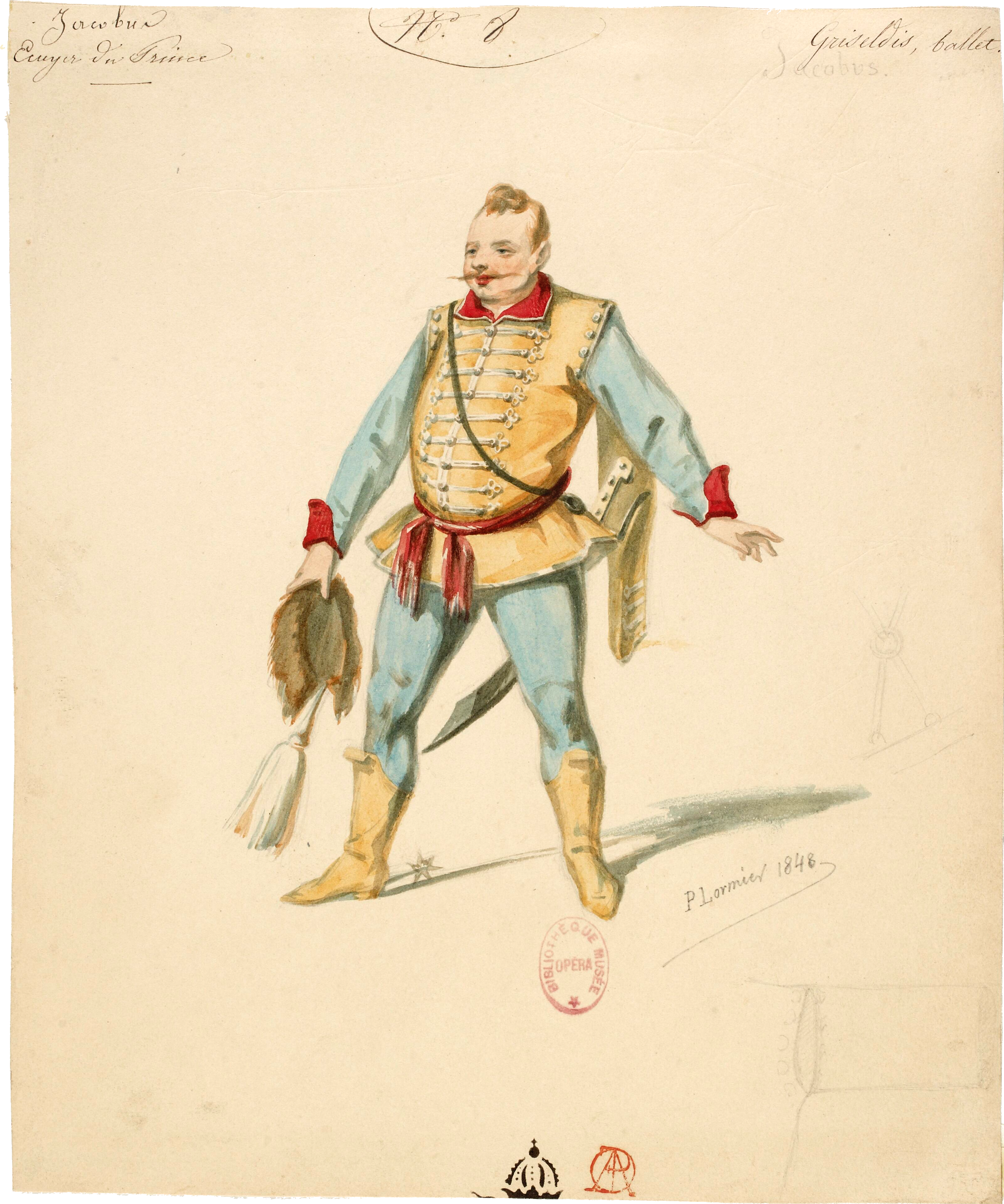
Jacobus, écuyer du prince Elfrid.
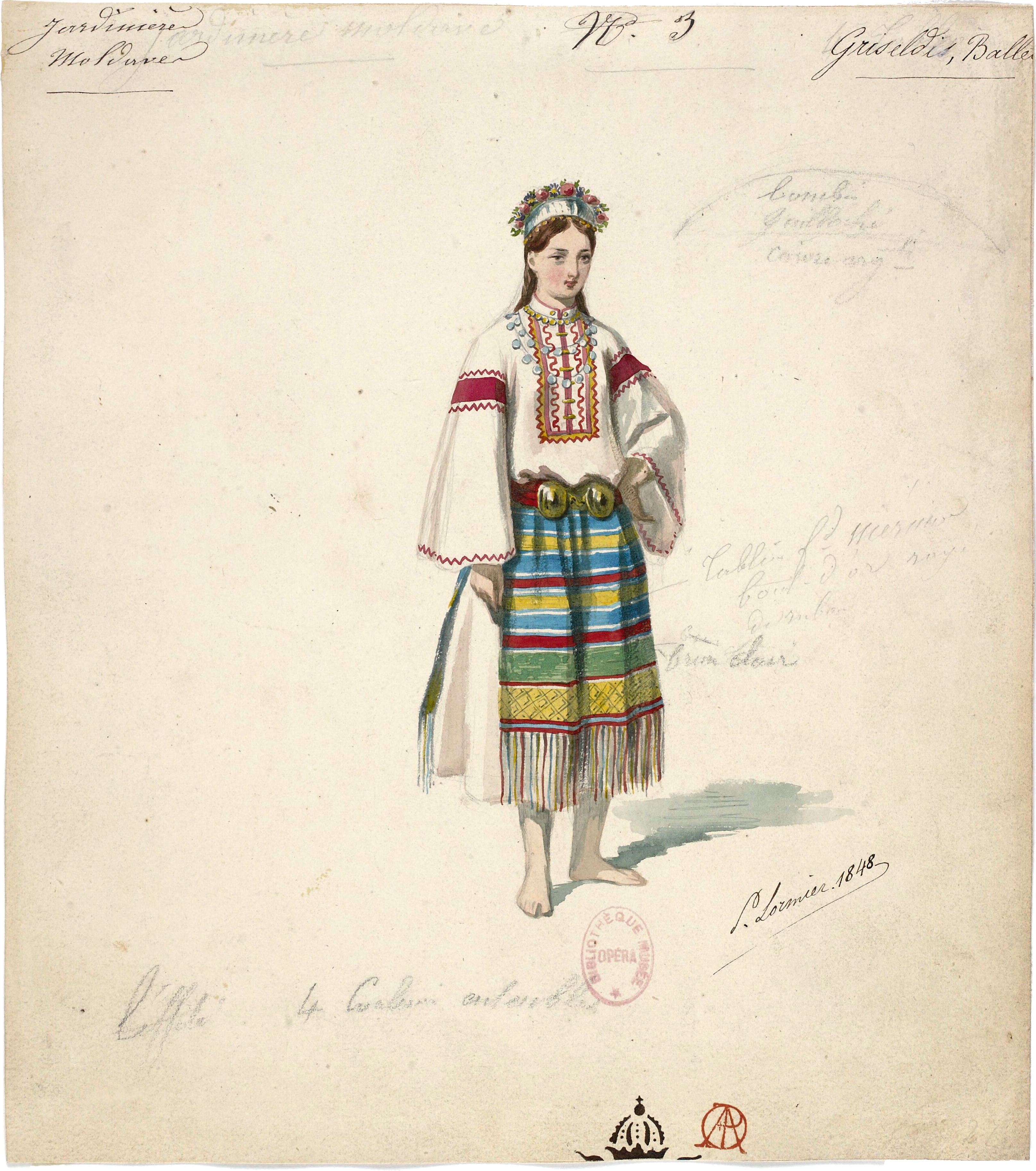
Jardinière moldave.
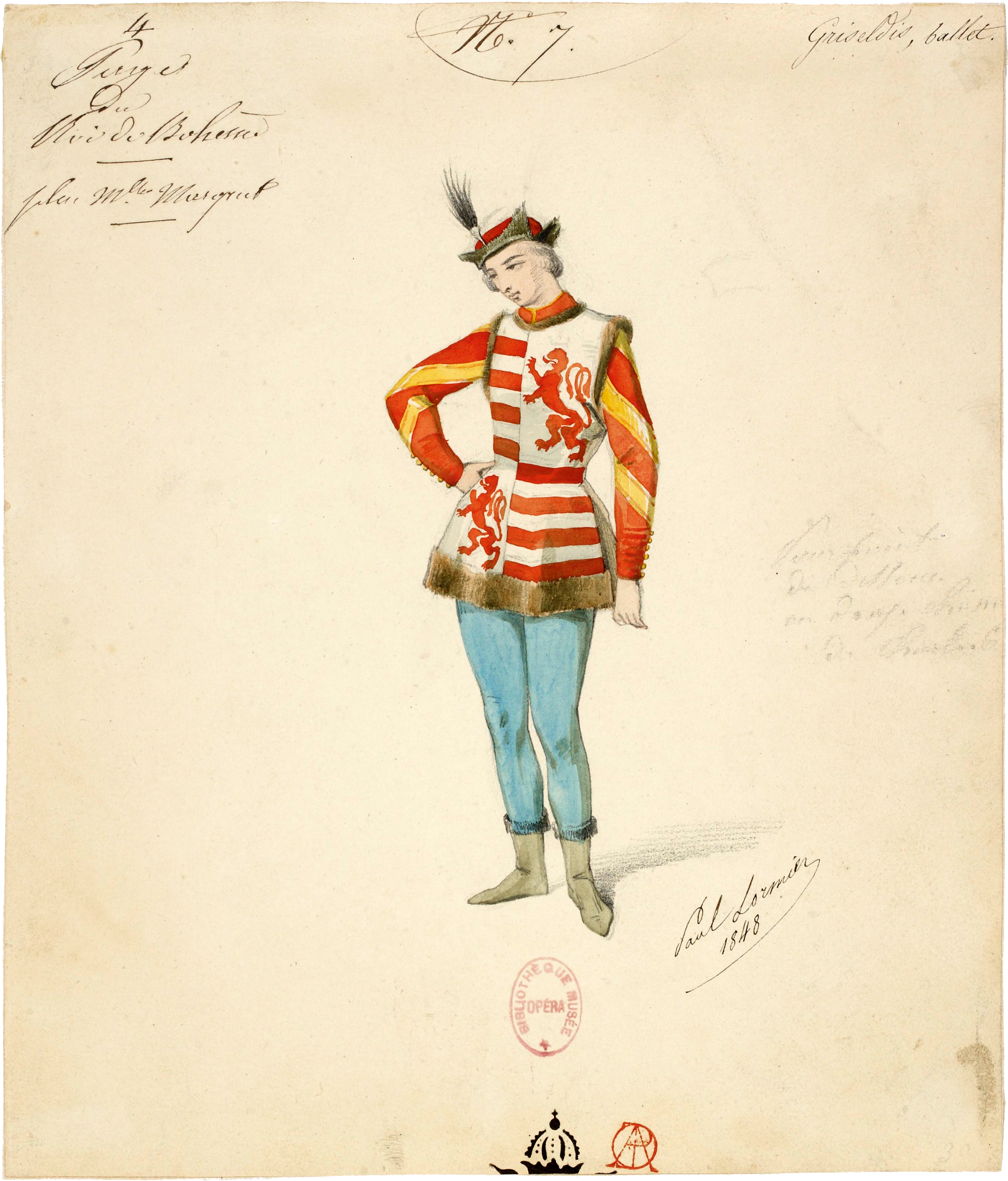
Page du roi de Bohême.
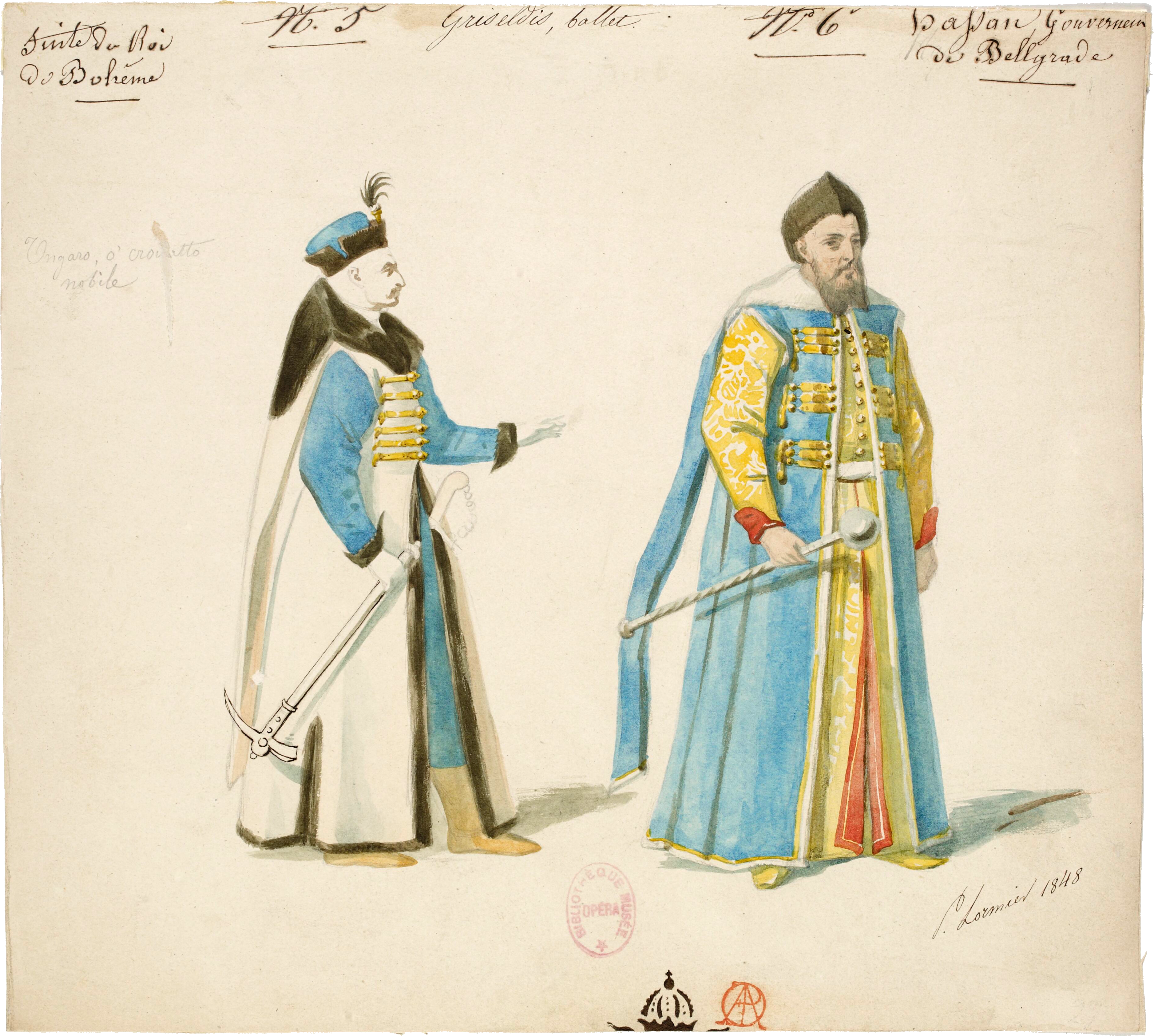
Gouverneur de Belgrade.
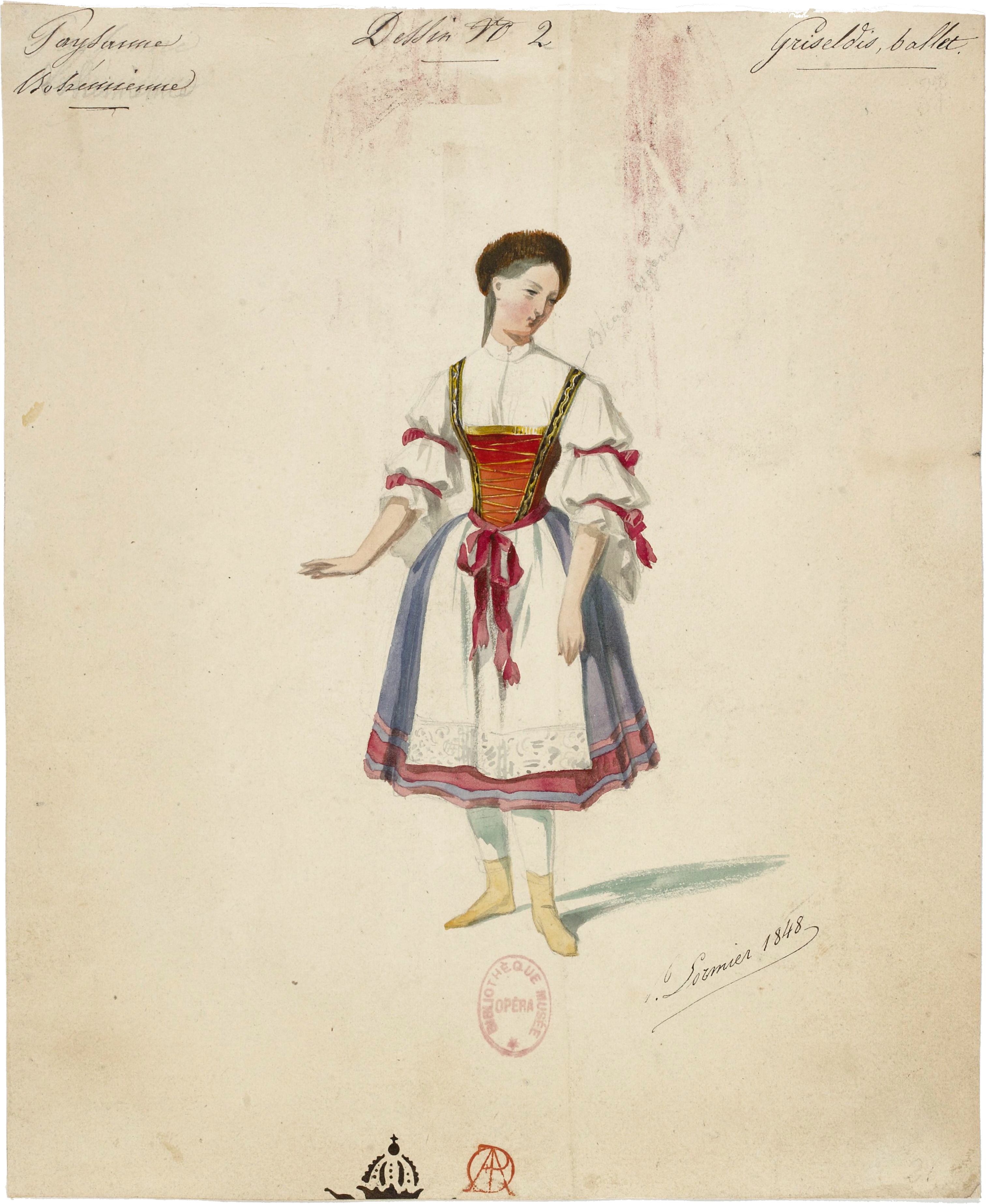
Paysanne bohémienne.
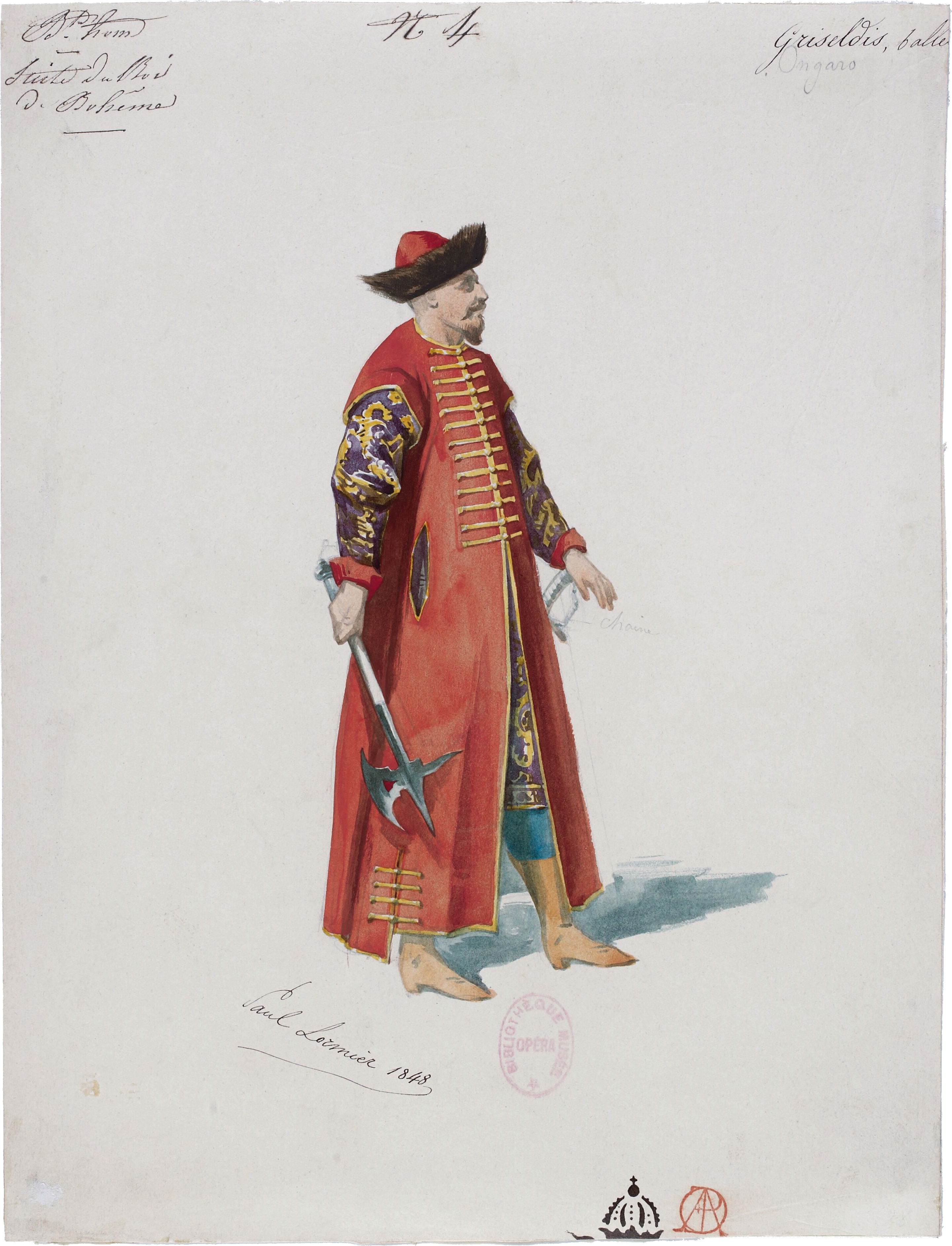
Suite du Bois de Bohême.